# Artéfact (erreur)
Pour les articles homonymes, voir Artéfact.

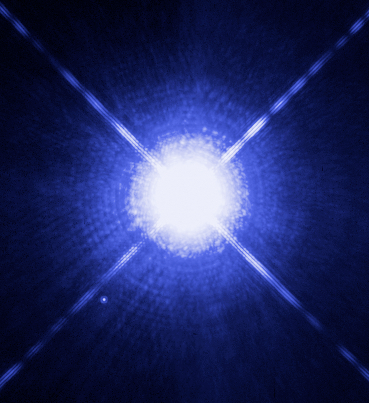
Aigrettes de diffractions, des artefacts causés par la diffraction de la lumière sur la structure supportant le miroir secondaire d'un télescope.

Un artefact, ou artéfact est une erreur de perception ou de mesure d'une grandeur, causée par la technique ou l'outil utilisé.

## Informatique
En informatique, les artefacts numériques sont des anomalies introduites en signaux numériques à la suite d'un traitement numérique. Il est commun d'utiliser le terme « bug ».

## Microscopie
En microscopie, les artefacts sont parfois introduits lors du traitement des échantillons sous forme de diapositives. Les diverses réfractions et réflexions de la lumière passant dans les divers matériaux introduisent ainsi des déformations de l'image du spécimen.

## Économétrie
En économétrie, qui s'occupe du calcul des relations entre des variables connexes, un artefact est une constatation fausse basée soit sur un choix non judicieux des variables ou une extension au-delà de la zone de validité de la relation utilisée. Un tel artefact peut être appelé un artefact statistique. Par exemple, imaginez une constatation hypothétique de la cote de popularité d'un politicien soit approximativement égale à deux fois le pourcentage de la population des citoyens qui gagnent plus de 50 000 $ par année dans un échantillon. Alors en extrapolant avec une autre population où 60 % des citoyens font plus de 50 000 $ par année, cela prédirait que la cote d'approbation serait de 120 %. Cette prédiction est un artefact statistique, car il extrapole une conclusion qui n'est valide que pour l'échantillon initial et c'est une grossière erreur de prévoir un taux d'approbation supérieur à 100 %.

## Télédétection

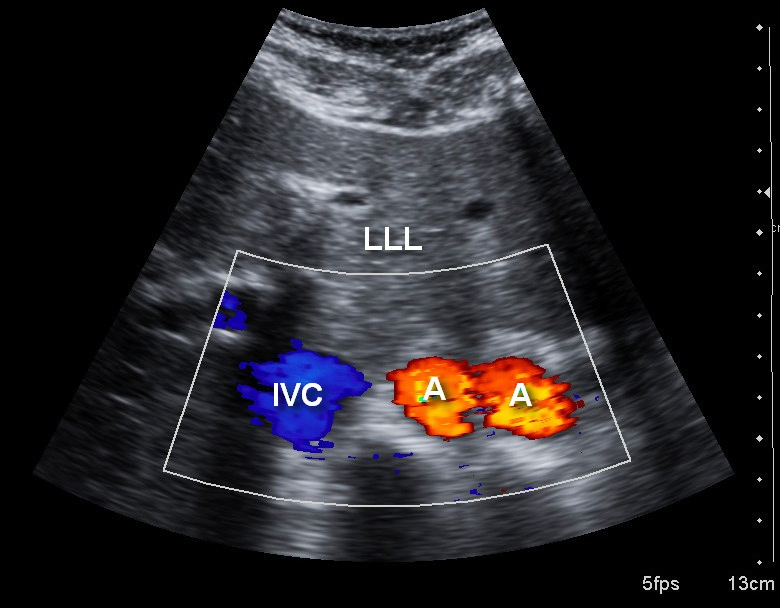
Duplication de l'aorte sur une échographie, un artefact issu de la réfraction du son dans différents tissus.

### Imagerie médicale
En imagerie médicale, les artefacts sont de fausses représentations de structures tissulaires vues dans les images médicales que l'échographie, la tomodensitométrie à rayons X et imagerie par résonance magnétique. Ces artefacts peuvent être causés par une variété de phénomènes tels que la physique sous-jacente de l'interaction énergie-tissu, les erreurs d'acquisition de données (telles que les mouvements du patient) ou l'incapacité d'un algorithme de reconstruction à représenter correctement l'anatomie. Les médecins apprennent généralement à reconnaître certains de ces artefacts pour éviter de les confondre avec une pathologie réelle.

### Électrophysiologie
Dans la surveillance électrophysiologique médicale, les artefacts sont des signaux parasites anormaux qui proviennent d'une source autre que la structure électrophysiologique à l'étude. Ces signaux d'artefact peuvent provenir, mais sans s'y limiter : des sources de lumière, des erreurs d'équipement, de la fréquence du réseau électrique (50 Hz et 60 Hz) ou de signaux électrophysiologiques indésirables tels que l'électromyogramme pour une électroencéphalographie, un potentiel évoqué, une électrocardiographie) ou le signal d'électro-oculographie. Les artefacts peuvent occulter, déformer ou dénaturer complètement le vrai signal électrophysiologique sous-jacent recherché.

### Radar et sonar

Le faisceau radar passe par différents trajets et donne plusieurs positions pour la cible.

Dans le traitement du signal radar ou sonar, certains échos peuvent être liés à des objets fixes (échos de sol ou de mer), des trajets multiples du faisceau, du brouillage, des effets atmosphériques ou marins (bande brillante ou atténuation), de la propagation anormale et bien d'autres effets. 
Par exemple dans l'image de droite, le radar se trouve dans un environnement où il y a une couche réflective, comme l'ionosphère, en altitude et une autre, comme un lac, en surface. Les trajectoires en rouge empruntées par le faisceau radar frapperont toutes la cible et seront retournées vers le radar donnant trois positions possibles de cette dernière.
Tous ces échos doivent être filtrés afin d'obtenir la position, la vitesse et le type des cibles réelles (avion, météo, etc.). Ceci se fait par des algorithmes spécialisés.

## Domaine audiovisuel
Lors de la production de sons ou de musique, des défauts accidentels ou indésirés peuvent apparaitre à la suite du récepteur et du traitement : réverbération, perte par compression de données, taux d'échantillonnage du signal etc. La même chose se produit dans les enregistrements visuels.

### Technique
En photographie, électronique et vidéo, un artefact est un élément indésirable ou défectueux. Sur une image, on parle d'effets de blocs. Dans une vidéo analogique, les artefacts les plus communs portent sur la couleur et la luminance. Sur une image numérique, un artefact désigne tout pixel dont la couleur a été générée de manière aléatoire. Le traitement du son par des moyens informatiques peut également produire des bruits indésirables ou des crachements plus ou moins perceptibles. La télévision numérique, qu'elle soit diffusée de façon terrestre, satellitaire, par le câble, ou par internet, est aussi sujette à l'apparition impromptue d'artefacts : mosaïque, pixellisation, image figée, macrobloc… Les artefacts numériques peuvent être le résultat de la compression des données.